# Coelioxys triodonta
Coelioxys triodonta är en biart som beskrevs av Cockerell 1914. Coelioxys triodonta ingår i släktet kägelbin, och familjen buksamlarbin. Inga underarter finns listade i Catalogue of Life.